# Вудленд (Іллінойс)
Вудленд (англ. Woodland) — селище (англ. village) в США, в окрузі Іроквай штату Іллінойс. Населення — 248 осіб (2020).

## Географія
Вудленд розташований за координатами 40°42′51″ пн. ш. 87°43′50″ зх. д. / 40.71417° пн. ш. 87.73056° зх. д. (40.714158, -87.730543).  За даними Бюро перепису населення США в 2010 році селище мало площу 1,18 км², уся площа — суходіл.

## Демографія
Згідно з переписом 2010 року, у селищі мешкали 324 особи в 121 домогосподарстві у складі 92 родин. Густота населення становила 275 осіб/км².  Було 135 помешкань (114/км²).
Расовий склад населення:
| - 97,2 % — білих - 0,3 % — корінних американців |

До двох чи більше рас належало 2,2 %. Частка іспаномовних становила 1,5 % від усіх жителів.
За віковим діапазоном населення розподілялося таким чином: 29,3 % — особи молодші 18 років, 54,7 % — особи у віці 18—64 років, 16,0 % — особи у віці 65 років та старші. Медіана віку мешканця становила 38,0 року. На 100 осіб жіночої статі у селищі припадало 110,4 чоловіків;  на 100 жінок у віці від 18 років та старших — 102,7 чоловіків також старших 18 років.
Середній дохід на одне домашнє господарство  становив 47 484 долари США (медіана — 41 923), а середній дохід на одну сім'ю — 51 880 доларів (медіана — 45 000). За межею бідності перебувало 11,3 % осіб, у тому числі 9,6 % дітей у віці до 18 років та 15,0 % осіб у віці 65 років та старших.
Цивільне працевлаштоване населення становило 136 осіб. Основні галузі зайнятості: роздрібна торгівля — 17,6 %, виробництво — 16,2 %, освіта, охорона здоров'я та соціальна допомога — 14,0 %.